# Нога

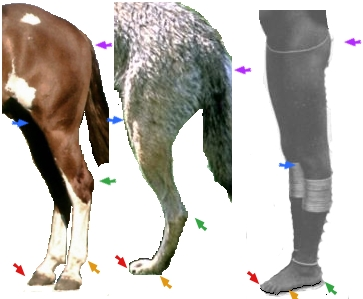
Ноги

Нога́ — часть тела (конечность), которая представляет собой несущую и локомотивную анатомическую структуру, обычно имеющую столбчатую форму. Во время передвижения ноги функционируют как «растяжимые стойки». Комбинация движений на всех суставах может быть смоделирована как единый линейный элемент, способный изменять длину и вращаться вокруг всенаправленного «тазобедренного» сустава.
Как анатомическая структура животных, она используется для передвижения. Дистальный конец часто модифицируют для распределения силы (например, ступни). У большинства животных чётное количество ног. У человека; филогенетически человеческая нога происходит от задних конечностей амфибий, которые, в свою очередь, произошли от плавников рыб.